# Gebäude R128
Das Gebäude R128 ist ein Wohnhaus des deutschen Architekten Werner Sobek in Stuttgart, in dem eine neuartige, experimentelle Bauweise und ein nachhaltiges Energiekonzept realisiert wurden.

## Architektur
Das ungewöhnliche Erscheinungsbild des minimalistisch designten, kubischen Gebäudes ist geprägt durch die komplette Verglasung der Fassade. Die großen, rahmenlosen Glasflächen machen das Wohnhaus voll transparent und ermöglichen einen ungehinderten Blick nach außen. Ein wesentliches Gestaltungs- und Gliederungselement ist auch das offenliegende Tragwerk aus Stahl.

## Nachhaltigkeit
R128 wurde im Jahr 2000 errichtet und ist das erste Triple-Zero-Gebäude weltweit. Die effizient isolierende Dreifachverglasung sorgt zusammen mit einem speziell entwickelten Klima- und Energiekonzept und der Nutzung natürlicher Ressourcen dafür, dass im Winter möglichst wenig Energie verloren geht und im Sommer möglichst wenig Hitze ins Innere gelangt.
Das viergeschossige Haus ist komplett energieautark und gehört zu den sogenannten „Plusenergiehäusern“, die mehr Energie produzieren, als sie verbrauchen. Der Energiebedarf wird durch Photovoltaik-Paneele auf dem Dach und Solarthermie-Anlagen gedeckt. Darüber hinaus sorgt die transparente Fassade für eine maximale Tageslichtausbeute und damit auch geringeren Bedarf an künstlicher Beleuchtung. Die Deckenuntersichten sind mit Kühl- und Heizdecken ausgestattet, die von einem Langzeitspeicher angefahren werden. Eine Klimaanlage ist nicht erforderlich. Durch die Baukonstruktion und spezielle Lüftungsöffnungen wird ein natürlicher Luftaustausch ermöglicht, der ganzjährig für ein angenehmes Raumklima sorgt. Sensorgesteuerte Systeme überwachen und regulieren den Energieverbrauch, optimieren das Raumklima und passen den Betrieb der technischen Systeme an die aktuellen Wetterbedingungen an.
Durch die verwendeten Baustoffe und die modulare, einfach abzubauende Konstruktion ist das Haus nahezu komplett recyclebar bzw. in biologische Kreisläufe zurückführbar.

## Bedeutung
Das Haus R128 steht für den Triple-Zero-Ansatz, der besagt, dass Gebäude keine Energie verbrauchen, keine Emissionen und keinen Abfall verursachen sollten. R128 gehört zu mehreren Wohnhaus-Projekten, die als Experimental- und Anschauungsobjekte dienen, mit denen die Firmengruppe neue Technologien entwickelt und auslotet, die später oft bei Großprojekten zum Einsatz kommen.

## Konstruktionsdetails
Das Wohnhaus besitzt eine hochwertige Dreifachverglasung mit einem k-Wert von 0,4. Es ist modular konzipiert und aufgrund der Konstruktion mittels Steck- und Schraubverbindungen einfach auf- und abbaubar, die Bauzeit wird dadurch verkürzt. Verbaut wurden hauptsächlich die Materialien Glas, Stahl und Aluminium.
- R128 Glasquerschnitt
- R128 Konstruktionsknoten (axonometrische Darstellung)
- R128 Längsschnitt
- R128 Grundriss der vier Geschosse

## Rezeption
Das Gebäude R128 findet international Beachtung und wird in den Fachmedien für Architektur und Bauwesen besprochen. Die Fachwelt hebt hervor, dass hier eine wegweisende innovative Kombination aus Ästhetik, Funktionalität und Nachhaltigkeit gelungen sei. Auch habe es Vorbildcharakter für spätere Projekte im Bereich des nachhaltigen Bauens und der effizienten Energienutzung. Im Hochschulbereich ist das Bauwerk international Gegenstand der Forschung und Lehre, und nach Angaben der Werner Sobek AG reichen bis zu 50 Dozenten und Studierende jährlich Anfragen zu dem Objekt und zu Konstruktionsdetails ein.
International ausgestellt wurde das Objekt unter anderem in folgenden Ausstellungen:
- 2004 – 2011 Made in Germany – Architektur + Ökologie, Aedes Architecture Forum Berlin, organisiert in Zusammenarbeit mit dem Goethe-Institut. Die Ausstellung zeigte weltweit in 48 Städten herausragende Beiträge deutscher Architektur für innovative, umweltschonende Bauweise.[16]
- 2006 – 2007 The Green House – New Directions in Sustainable Architecture & Design, National Building Museum, Washington, USA, u. a.[17] Die Ausstellung fokussierte auf umweltfreundliche Wohnprojekte aus der ganzen Welt, die zeigen, dass ökologische Prioritäten mit hohen ästhetischen Standards vereinbar sind.
- Das Deutsche Museum Nürnberg – Das Zukunftsmuseum hat ein Modell des Gebäudes R128 in seine Sammlung der Abteilung Zukunftsvisionen für die gebaute Umwelt aufgenommen.[18]

## Sonstiges
Die Vollverglasung des Gebäudes ermöglicht ein naturnahes Wohnerlebnis, fast wie im Freien, mit offenem Blick in die umgebende Landschaft. Diese Transparenz wirft aber auch oft die Frage nach der Privatsphäre für die Bewohner auf. Durch die Lage auf einem ausgedehnten Grundstück an einem Steilhang sind die unteren Stockwerke weitgehend abgeschirmt vor Einblicken von außen. Auch die Lichtspiegelungen durch die Verglasung tragen tagsüber zum Schutz der Privatsphäre bei. Die Low-Emissivity-Beschichtung der Glasscheiben lassen keinerlei Infrarotstrahlung von Nachtsichtgeräten durch.